# Whitehouse Station
Whitehouse Station est une census-designated place située dans le comté de Hunterdon, dans l’État du New Jersey, aux États-Unis. Lors du recensement de 2020, elle compte 3 152 habitants.